# 브라방왈롱주

브라방왈롱주의 위치

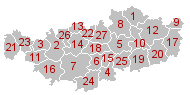
브라방왈롱주의 지방 자치체

브라방왈롱주(프랑스어: Province du Brabant wallon, 네덜란드어: Waals-Brabant, 왈롱어: Roman Payis)는 벨기에 중부 왈롱 지방에 위치한 주로 주도는 우아브르이며 면적은 1,093km2, 인구는 382,866명(2011년 1월 1일 기준), 인구 밀도는 350명/km2이다.
1995년 브라반트주를 3개 행정 구역(플람스브라반트주, 브라방왈롱주, 브뤼셀 수도 지역)으로 분할하면서 신설되었는데 이는 벨기에 국토 전체를 3개 지역(플랑드르 지역, 왈롱 지역, 브뤼셀 수도 지역)으로 분할하기 위한 과정의 일환이었다. 북쪽에서 시계 방향으로 플람스브라반트주, 리에주주, 나뮈르주, 에노주와 접하며 1개 행정구와 27개 지방 자치체를 관할한다.

주기
주 문장